# 빅토리아 모데스타
빅토리아 모데스타(Viktoria Modesta, 1987년 2월 25일 ~ )는 라트비아의 싱어송라이터, 공연 예술가이다. 2007년, 무릎 밑부터 하단부 절단 수술을 받았다.

## 어린 시절
1987년 2월 25일 라트비아 다우가프필스에서 태어나, 6살 때부터 지역 음악 학교에서 노래를 배웠다. 12살 때 빅토리아의 가족은 라트비아에서 영국으로 이주했다. 빅토리아의 왼쪽 하반신에 문제가 있어 어린 시절 내내 병원을 오다녔다. 그리고 2007년 미래 자신의 건강과 삶의 개선을 위해 무릎 밑부터 하단부 절단 수술을 받았다.